# Hovory s TGM (film)
Historické drama Hovory s TGM je český film, kterým roku 2018 debutoval režisér Jakub Červenka. Premiéra Hovorů, původně zamýšlená na 25. říjen 2018, se uskutečnila s týdenním předstihem, už 18. téhož měsíce.

## O filmu
Děj se odehrává během několika hodin jediného podzimního dne roku 1928, kdy prezidenta Masaryka navštíví v Topoľčiankách spisovatel Karel Čapek s posledními poznámkami před vydáním jejich společné knihy rozhovorů.
Snímek je založený hlavně na dialogu dvou hlavních postav, které se spolu procházejí v zámecké zahradě; ostatní postavy jsou pouze epizodní. Hovory vykreslují TGM jiným stylem, než je ten učebnicový; v rozhovoru s Karlem Čapkem se „president zakladatel“ jeví jako člověk z masa a kostí, obeznámený s intrikami politického prostředí i muž, který na sklonku života poznává čaro tělesné lásky.
V den premiéry se na pultech knihkupců v rámci Velkého knižního čtvrtku objevila publikace Jiný Masaryk, jejíž autor je scenárista Hovorů Pavel Kosatík.

## Obsazení
| Jan Budař      | Karel Čapek            |
| Martin Huba    | Tomáš Garrigue Masaryk |
| Lucia Siposová | služebná               |
| Roman Luknár   | fotograf               |

## Recenze
- Kamil Fila, Deník N [3]
- František Fuka, FFFilm  60 % [4]
- Rimsy, MovieZone.cz  70 % [5]

## Citáty
| „             | Mojí ambicí bylo odkrýt lidský rozměr Masaryka, ale zároveň jsme chtěli zachovat úctu, aby to nebyla dehonestace jeho osobnosti. | “ |
| — Martin Huba | |   |

| „               | Film zachycuje Masaryka a Čapka v konkrétní chvíli, která odpovídá historické skutečnosti jednoho zářijového dne roku 1928. Během jedné a půl hodiny se má jako ve skleněné kouli nebo drahém kameni ukázat, co v těch dvou je. Kniha a film mají asi společné, že v obou případech je důraz kladený na to, co jejich demokratismus znamená a jak nám mohou pomoci dnes. | “ |
| — Pavel Kosatík | |   |